# Uclès
Uclès, en espagnol Uclés, est une petite municipalité de Castille-La Manche, en Espagne. Située au nord-est de la province de Cuenca, elle compte 259 habitants (2008).
La ville est connue pour les deux batailles qui y ont eu lieu :
- la première au Moyen Âge, durant la Reconquista : voir Bataille d'Uclès (1108) ;
- la seconde durant la guerre d'Espagne, pendant l'occupation de l'Espagne par les troupes françaises : voir Bataille d'Uclès (1809).

## Histoire
Uclés fut à partir de 1174 une commanderie puis le prieuré (siège) de l'ordre de Santiago.

## Personnages célèbres
- Paio Peres Correia, Grand Maître de l'Ordre de Santiago
- Le poète Jorge Manrique ainsi que son père sont enterrés dans l'ancienne chapelle du monastère d'Uclès.